# Treceau în zbor cormoranii
Treceau în zbor cormoranii este un film românesc din 1986 regizat de Ion Bostan.